# Peter Van De Kerkhove
Peter Van De Kerkhove (21 juli 1965) is een Belgische voormalige atleet, die gespecialiseerd was in de lange afstand en het veldlopen. Hij nam tweemaal deel aan de wereldkampioenschappen veldlopen en veroverde twee Belgische titels.

## Biografie
Van De Kerkhove nam in 1984 als junior deel aan de wereldkampioenschappen veldlopen U20 In 1987 en 1988 nam hij deel als senior. Hij behaalde daarbij geen ereplaatsen. Ook in 1990 was hij na een tweede plaats op het Belgische kampioenschap geselecteerd voor de wereldkampioenschappen, maar hij verzaakte aan zijn selectie.
Tussen 1988 en 1990 nam Van De Kerkhove op de 3000 m drie opeenvolgende keren deel aan de Europese indoorkampioenschappen. Hij geraakte nooit voorbij de series. Zowel in 1989 als in 1990 werd hij wel Belgisch indoorkampioen op deze afstand.
Van De Kerkhove was aangesloten bij ASV Oudenaarde en stapte in 1989 over naar Atletiek Vereniging Toekomst. Het jaar nadien verhuisde hij naar Daring Club Leuven Atletiek.

## Belgische kampioenschappen
Indoor
| Onderdeel | Jaar       |
| --------- | ---------- |
| 3000 m    | 1989, 1990 |

## Persoonlijke records
Outdoor
| Onderdeel | Prestatie | Datum            | Plaats  |
| --------- | --------- | ---------------- | ------- |
| 3000 m    | 7.49,5    | 12 mei 1990      | Ninove  |
| 5000 m    | 13.46,15  | 14 augustus 1985 | Hechtel |

Indoor
| Onderdeel | Prestatie | Datum            | Plaats |
| --------- | --------- | ---------------- | ------ |
| 3000 m    | 7.59,60   | 12 februari 1989 | Athene |

## Palmares

### 3000 m
- 1988: 6e series EK indoor te Budapest – 8.32,49
- 1989:  BK AC indoor – 8.03,4
- 1989: 10e series EK indoor te Den Haag – 8.19,75
- 1990:  BK AC indoor – 8.05,96
- 1990: 8e series EK indoor te Glasgow – 8.04,12

### 5000 m
- 1989:  BK AC – 13.53,31

### veldlopen
- 1984: 38e WK U20 te East Rutherford
- 1987: 78e WK te Warschau
- 1988: 86e WK te Auckland
- 1990:  BK te Amay